# Mariano Antonio Sánchez Cabrera
Mariano Antonio Sánchez Cabrera (Estanzuela, Zacapa,18 de julio de 1912 - Gualán, Zacapa, 10 de junio de 2000) fue un político y funcionario municipal guatemalteco.

## Su arribo a Gualán
Aun cuando nació en el municipio de Estanzuela, Zacapa, es una de las personas que mayor huella han dejado dentro del proceso de desarrollo del municipio de Gualán.
Contrajo matrimonio con Virginia Morales, con quien procreó a Luis Alberto, Yolanda, Lesbia, Gloria, Edgar y Ana Luz. Su mayor aporte lo brindó en el desempeño de diferentes cargos en una serie de corporaciones municipales.

## Participación ciudadana
En 1954 formó parte activa del movimiento político que llevó a la presidencia al Coronel Carlos Castillo Armas y a partir de ese año asume el liderazgo y la representación del Movimiento de Liberación Nacional, lo cual le permitió una extraordinaria influencia política en la región nor-oriental.
Su labor dentro del trabajo municipal arranca desde enero de 1956, cuando se desempeñó como Primer Regidor en la corporación presidida por don Gustavo Efraín Jordán Tobar. 
El 13 de noviembre de 1960 don Mariano fue testigo de los violentos enfrentamientos producidos entre un grupo de rebeldes y las fuerzas leales al presidente Miguel Ydígoras Fuentes. Se decretó estado de sitio y toque de queda para tratar de controlar a los insurrectos entre los que se encontraban Marco Antonio Yon Sosa y Luis Turcios Lima. También se distinguió por defender personas inocentes que eran acusados de delitos injustamente.

## Aporte al desarrollo del municipio
A partir de enero de 1961 formó parte del Comité de Padres de Familia que logran poner en funcionamiento el Instituto Prevocacional del municipio. En la corporación presidida por don Lisandro Acevedo Galdámez fungió como Primer Regidor.
De abril a junio de 1964 fungió como alcalde Municipal debido a problemas de salud del señor Acevedo Galdámez. Siendo Jefe de Estado el Coronel Enrique Peralta Azurdia y fungiendo como alcalde Municipal interino don Mariano, se firma en el despacho del Ministro de Comunicaciones y Obras Públicas, Ing. Joaquín Olivares, el contrato con la Afianzadora y Aseguradora Guatemalteca, S. A. para reanudar los trabajos de construcción del puente Gualán-Mayuelas que habían sido abandonados. Asume la responsabilidad de la construcción el entonces Decano de la Facultad de Ingeniería de la USAC, Ing. Enrique Godoy S. Se presenta un nuevo diseño para que el puente en definitiva sea construido de dos vías.
Cuando en junio de 1964 asume don Gregorio Leiva Suárez como alcalde Municipal, don Mariano ocupa el cargo de Primer Regidor. En 1967 forma parte de la Corporación Municipal encabezada por don Francisco Navas Arbizú fungiendo igualmente como Primer Regidor. Igual cargo desempeñó en la corporación encabezada por don Carlos García Castañeda 
El primer día de marzo de 1970, se realizan elecciones generales y don Mariano es electo Alcalde Municipal para un período de dos años, del 16 de junio de 1970 al 15 de junio de 1972, período que coincide con los dos primeros años de gobierno del General Carlos Manuel Arana Osorio. Durante su período municipal quedaron evidenciados los primeros problemas de provisión de agua potable para la cabecera municipal, por lo que se gestionó y logró un financiamiento para iniciar los trabajos de ampliación de la red en mención.
El 8 de mayo de 1971 se inaugura el parque central de la población, constituyendo para la época un modelo de parque, particularmente porque estaba dotado de la única fuente luminosa que se conocía en la región. Durante la gestión de don Mariano Sánchez se dio gran importancia al ornato de la ciudad, principalmente en sus calles, estableciéndose el tradicional empedrado con cemento y cernido, así como dos franjas de laja o cemento al centro, estilo que nos ha distinguido en la región
Don Mariano estimuló a los hermanos Álvaro y Gonzalo Estrada Arriaza para esculpir, instalar e inaugurar el 9 de mayo de 1972 el Monumento a la Madre en la entrada a la población.
Como alcalde Municipal encabezó las gestiones para que la Villa de Gualán fuera elevada a la categoría de Ciudad, lo cual se logró en agosto de 1972 en momentos cuando solo las cabeceras departamentales principalmente, ostentaban tal calidad.
El 15 de junio de 1972 concluye el gobierno municipal presidido por don Mariano.

## El Golpe de Estado de 1982
El 13 de agosto de 1982, derivado de la crisis institucional causada por el golpe de Estado producido en marzo de ese año, es acusado por las fuerzas de seguridad de estar organizando un complot contra el gobierno del General José Efraín Ríos Montt. Igualmente fueron acusados los señores Gonzalo Orellana, Rigoberto Rosales, Rigoberto Orellana y Arnoldo Vargas. Todos fueron capturados y remitidos al centro de detención de Santa Elena, Petén, en donde recibieron torturas psicológicas que fueron el inicio para don Mariano, de una serie de quebrantos de salud. El 8 de septiembre del mismo año, en horas de la mañana, fue liberado junto a los otros detenidos, luego de que el General Ríos Montt llegara personalmente a un entendido con el grupo. 
A partir de ese momento, don Mariano se retira definitivamente de la política luego de casi cuarenta años de activa participación, enarbolando la bandera del Movimiento de Liberación Nacional. Su liderazgo fue tan importante en la región que constantemente recibió en su casa la visita del General Carlos Manuel Arana Osorio, del General Kjell Eugenio Laugerud García y del General Fernando Romeo Lucas García cuando ostentaron el cargo de Presidente de la República.
Fallece, luego de larga enfermedad, el 10 de junio de 2000.
| Predecesor: Gustavo Efraín Jordán Tobar | Alcalde Municipal de Gualán Del 16 de junio de 1970 al 15 de junio de 1972 | Sucesor: Oscar Estrada Pazos |